# Tiarinia
Tiarinia is een geslacht van kreeftachtigen uit de klasse van de Malacostraca (hogere kreeftachtigen).

## Soorten
- Tiarinia alidae Griffin & Tranter, 1986
- Tiarinia angusta Dana, 1851
- Tiarinia cornigera (Latreille, 1825)
- Tiarinia dana Griffin & Tranter, 1986
- Tiarinia depressa Stimpson, 1857
- Tiarinia garthi Griffin & Tranter, 1986
- Tiarinia gracilis Dana, 1852
- Tiarinia laevis A. Milne-Edwards, 1873
- Tiarinia macrospinosa Buitendijk, 1939
- Tiarinia mooloolah Griffin & Tranter, 1986
- Tiarinia spinigera Stimpson, 1857
- Tiarinia takedai Griffin & Tranter, 1986
- Tiarinia tiarata (Adams & White, 1848)
- Tiarinia verrucosa Heller, 1865